# Parlamento de Georgia
El parlamento de Georgia (en georgiano: საქართველოს პარლამენტი, romanizado: Sakartvelos parlament'i y en abjasio: Ақырҭшәыла Апарламент, romanizado: aqurťšâyla aparlament) es el órgano legislador más alto de Georgia. Es unicameral y cuenta con 150 miembros, conocidos como diputados, de los cuales 77 son miembros de la representación proporcional y 73 son elegidos a través de sistema de mayoría en distritos uninominales, que representan sus distritos electorales. Todos los miembros del Parlamento son elegidos por cuatro años sobre la base del sufragio universal. Desde mayo de 2012, el Parlamento se reúne en el nuevo edificio del Parlamento en Kutaisi.
La Constitución de Georgia otorga al Parlamento de Georgia poder legislativo central, que está limitada por los parlamentos de las repúblicas autónomas de Abjasia y Ayaria.

## Historia
La idea de limitar el poder real y crear un órgano de gobierno de tipo parlamentario fue concebida entre los aristócratas y ciudadanos en el Reino de Georgia del siglo XII, durante el reinado de la reina Tamar, la primera monarca mujer de Giorgia.[cita requerida]
En opinión de los opositores de la reina Tamar y su líder, Qutlu Arslan, el primer Parlamento georgiano debía estar formado por dos "cámaras": a) Darbazi - o asamblea de aristócratas y ciudadanos influyentes que se reunirían de vez en cuando para tomar decisiones sobre los procesos que ocurrían en el país, siendo la implementación de estas decisiones responsabilidad del monarca b) Karavi - un órgano en sesión permanente entre las reuniones de los Darbazi. El enfrentamiento terminó con la victoria de los partidarios del poder real. Qutlu Arslan fue arrestado por orden de la Reina. Sin embargo, la reina Tamar tuvo durante su reinado una cámara de asesores, quienes podían proponer leyes para el monarca, pero no tenían la palabra final sobre las leyes y cómo se debía gobernarse el país.[cita requerida]
Posteriormente, recién en 1906, los georgianos tuvieron la oportunidad de enviar a sus representantes al órgano parlamentario del gobierno, la Segunda Duma Estatal (desde 1801 Georgia había sido incorporada al Imperio ruso). Los diputados georgianos a la Duma fueron Noe Zhordania (más tarde primer ministro de la Georgia independiente en 1918-1921), Ilia Chavchavadze (fundador del Movimiento Nacional Georgiano), Irakli Tsereteli (líder de la Facción Socialdemócrata en la Segunda Duma, más tarde Ministro del Interior del Gobierno Provisional de Rusia), Karlo Chkheidze (líder de la Facción Menchevique en la Cuarta Duma Estatal, presidente de la primera convocatoria del Comité Ejecutivo Central de los Diputados Obreros y Soldados de toda Rusia en 1917 y presidente del Seym Transcaucásico en 1918), y entre otros.

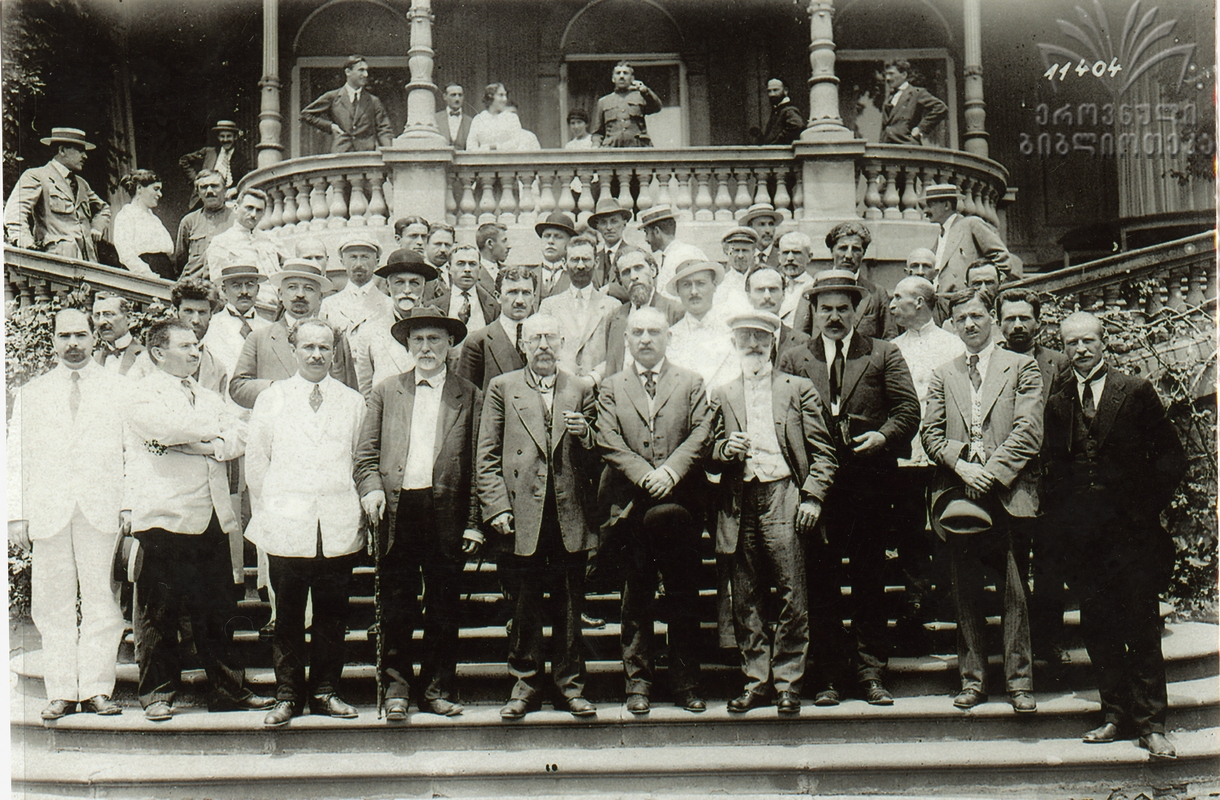
Miembros del Consejo Nacional de Georgia, tras declarar la independencia de Georgia, Tbilisi, 26 de mayo de 1918

En 1918 se estableció el primer Parlamento Nacional georgiano en la recién independizada República Democrática de Georgia. En 1921, el Parlamento adoptó la primera Constitución georgiana. Sin embargo, poco después de la adopción de la Constitución, Georgia fue ocupada por el Ejército Rojo bolchevique. A esto le siguió una ausencia de 69 años de gobierno parlamentario independiente en la historia de Georgia. La construcción del actual edificio principal del Parlamento, que estaba dedicado al Soviet Supremo de la República Socialista Soviética de Georgia, comenzó en 1938 y se completó en 1953, cuando Georgia era parte de la Unión Soviética. Fue diseñado por los arquitectos Viktor Kokorin y Giorgi Lezhava.
Las primeras elecciones multipartidistas en la República Socialista Soviética de Georgia se celebraron el 28 de octubre de 1990. Los miembros elegidos proclamaron posteriormente la independencia de Georgia. El 26 de mayo de 1991, la población de Georgia eligió al Presidente del Consejo Supremo, Zviad Gamsakhurdia, como Presidente del país.
La tensión entre los partidos gobernantes y de oposición se fue intensificando paulatinamente, hasta desembocar en un conflicto armado que duró entre 1991 y 1992. El Presidente abandonó el país, el Consejo Supremo dejó de funcionar y el poder pasó al Consejo Militar.
En 1992, el ex Ministro de Asuntos Exteriores de la Unión Soviética, Eduard Shevardnadze, regresó a Georgia y asumió la presidencia del Consejo Militar, que se reconstituyó en el Consejo de Seguridad del Estado. El Consejo de Estado restauró la Constitución de Georgia de 1921, anunciando el 4 de agosto de 1992 como el día de las elecciones parlamentarias.
El 24 de agosto de 1995, el Parlamento recién elegido adoptó una nueva Constitución. Georgia tiene actualmente un sistema semipresidencial con un parlamento unicameral. En 2011, Mikheil Saakashvili, el presidente de Georgia, firmó una enmienda constitucional que decretó que la sede del Parlamento sería la ciudad occidental de Kutaisi.
El 26 de mayo de 2012, Saakashvili inauguró el nuevo edificio del Parlamento en Kutaisi. Esto se hizo en un esfuerzo por descentralizar el poder y trasladar parte del control político más cerca de la región separatista de Abjasia, aunque ha sido criticado por marginar a la legislatura, y también por la demolición de un monumento de guerra soviético en la ubicación del nuevo edificio.
Desde el 1 de enero de 2019, Tiflisi vuelve a ser la sede única del Parlamento y todas las operaciones y reuniones tienen lugar ahora en la capital, similar a la situación que existía antes del traslado a Kutaisi en 2012.